# Een tijd van leven
Een tijd van leven (originele Duitse titel: Zeit zu leben und Zeit zu sterben) is een roman van Erich Maria Remarque, een Duitse veteraan van de Eerste Wereldoorlog, die na het boek Van het westelijk front geen nieuws uit 1929 over de gruwelen en de zinloosheid van deze oorlog, eerst naar Zwitserland en later naar Amerika had moeten vluchten.
Een tijd van leven speelt zich af in de Tweede Wereldoorlog. Het boek werd gepubliceerd in 1954, op een moment dat het thema nog erg gevoelig lag in Duitsland. De Duitse publieke opinie was op de hoogte van het misdadig karakter van het naziregime, van de SA en de SS, maar Remarque beschrijft onder andere ook standrechtelijke executies door de Wehrmacht, het reguliere leger.  De Duitse uitgever liet een aantal passages weghalen of aanpassen, een en ander met 'walgende' instemming van de auteur. Tezelfdertijd had Remarque de originele versie voor vertaling verstuurd naar de Verenigde Staten, Frankrijk, Zweden, Denemarken en Nederland. Daardoor zijn er twee versies van het boek en dat werd in hetzelfde jaar (1954) al uitgebracht door de Deense krant Information. Een lezer had de Deense en de Duitse versie met elkaar vergeleken.
De Nederlandse vertaling door C.J. Kelk verscheen in 1954 bij Van Holkema & Warendorf onder de titel Een tijd van leven en van sterven. Bij de vierde druk in 1976 werd dit Een tijd van leven, een tijd van sterven. In 2020 bracht Uitgeverij Cossee de vertaling van Kelk opnieuw uit, nu kortweg getiteld Een tijd van leven, met een nawoord van de Duitse literatuurwetenschapper Thomas F. Schneider, vertaald door Michel Bolwerk. 

## Inhoud
Na in Polen, Nederland, Frankrijk en Afrika gestationeerd te zijn geweest, ligt korporaal Ernst Graeber in het voorjaar van 1943 aan het oostfront, waar de Duitse troepen zich moeten terugtrekken. Hij begint te beseffen dat hij voor een verkeerde en een verloren zaak vecht, iets wat uiteraard niet mag gezegd worden. Tijdens een verlof van drie weken in zijn woonplaats Werden ontdekt hij dat zijn ouderlijk huis gebombardeerd is. Bij de zoektocht naar zijn ouders ontmoet hij Elisabeth Kruse, die hij nog kent uit zijn schooltijd. Zij is de dochter van hun huisarts, die opgepakt is en wellicht in een concentratiekamp zit. Graeber, die altijd aan het front geweest is, ondervindt nu ook hoe de onderdrukking op het thuisfront werkt. Daar bovenop is er vernieling en dood door de regelmatig weerkerende (geallieerde) bombardementen. In de wetenschap dat hij snel terug naar het front moet, groeit tussen Elisabeth en Ernst een liefdesrelatie. In de weinige dagen die zij hebben, is de tijd om te leven kostbaar. Enkele dagen voor Graeber weer naar het front moet vertrekken, trouwen ze. Terug aan het front maakt Graeber zware verliezen van zijn eenheid mee en aan het einde wordt ook hij neergeschoten door vermeende Russische partizanen die hij moest neerschieten maar die hij wilde laten ontsnappen. 